# Сопачів
Сопа́чів — село в Україні, у Вараській громаді Вараського району Рівненської області. Населення становить 1037 осіб.

## Географія
Селом протікає річка Стир.

## Історія
У 1906 році село Рафалівської волості Луцького повіту Волинської губернії. Відстань від повітового міста 92 верст, від волості 5. Дворів 104, мешканців 864.

## Населення
За переписом населення 2001 року в селі мешкали 992 особи. 100 % населення вказало своєї рідною мовою українську мову.

## Цікаві факти
- Назва села має іраномовне походження. В кількох кілометрах від села спостерігаються іраномовні топоніми: місто Вараш, річка Стир та село Собіщиці.